# Greatest Hits (album d'Alice in Chains)
Pour les articles homonymes, voir Greatest Hits.
Albums de Alice in Chains
Live
(2000) The Essential Alice in Chains
(2006)
Greatest Hits est une compilation de chansons d'Alice in Chains. C'est la huitième entrée de la discographie du groupe (hors extended plays).

## Liste des morceaux
1. Man in the Box
2. Them Bones
3. Rooster
4. Angry Chair
5. Would?
6. No Excuses
7. I Stay Away
8. Grind
9. Heaven Beside You
10. Again